# Parque Nacional Armando Bermúdez

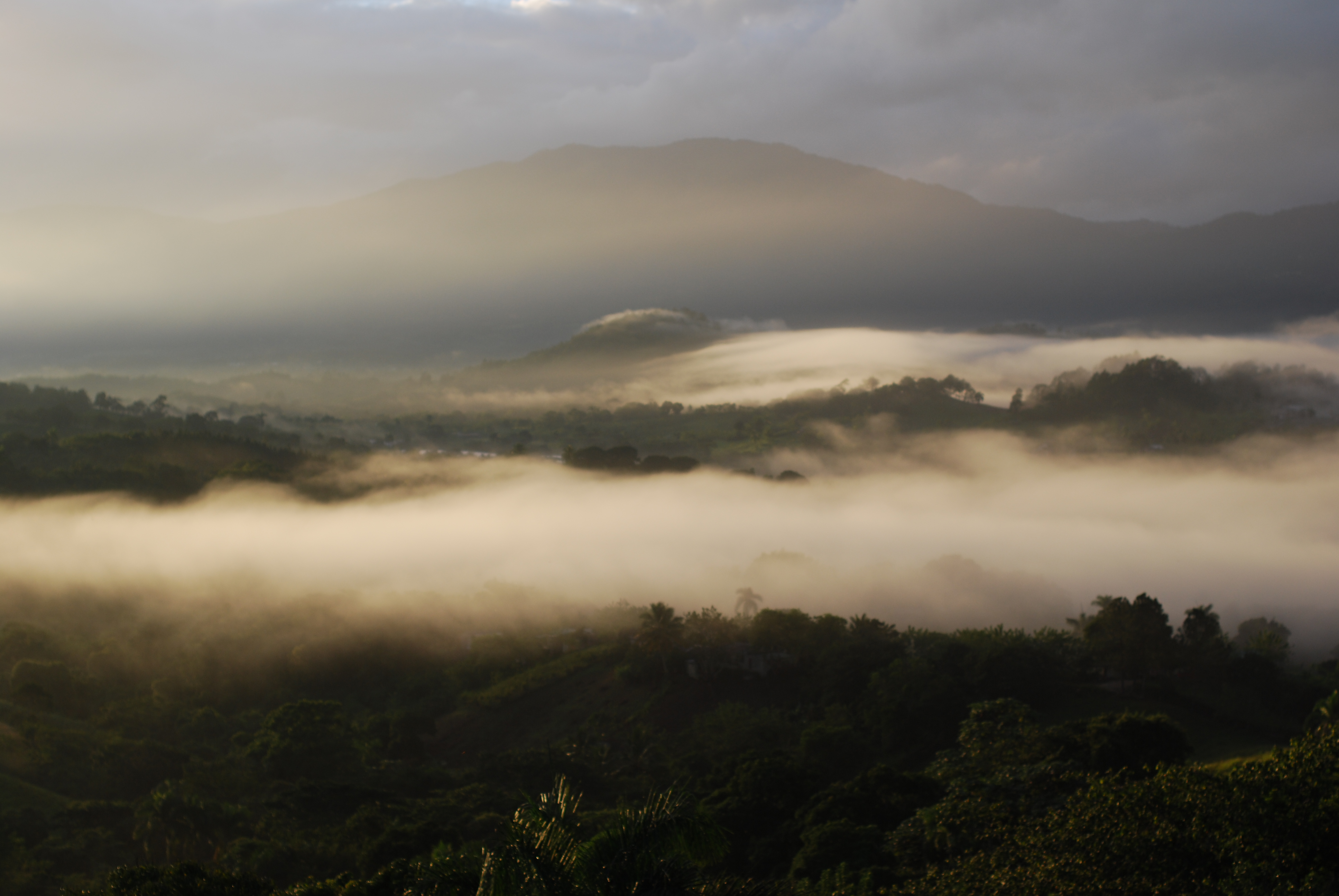
Nebel über den Bergen der Cordillera Central (2010)

Der Parque Nacional Armando Bermúdez (Nationalpark Arando Bermúdez) ist ein Nationalpark in der Dominikanischen Republik.

## Geographie und Naturraum
Er liegt in der Cordillera Central, umfasst eine Fläche von 766 km² und beherbergt die höchsten Berge der Karibik: den Pico Duarte (3098 m), den La Pelona (3097 m), den Loma La Rucilla (3039 m) und den Yaque (2760 m).
Der Park liegt im Westen der Hispaniola. In den Bergen der Cordillera Central entspringt der zweitlängste Fluss der Dominikanischen Republik und wichtiger Trinkwasserlieferant, der Río Yuna.
Der Parque Nacional Armando Bermudez liegt in der Ökoregion der Hispaniolan Pinienwälder der Tropischen und Subtropischen Nadelwald Biome.

## Vegetation
In der Region kommen eine Reihe von endemischen oder seltenen Bäume und Büsche vor.
- Pinus occidentalis, endemisch auf der Hispaniola
- Pale Magnolia (Magnolia pallescens), endemisch auf der Hispaniola, IUCN Red List gefährdete Art
- Westindisches Mahagoni (Swietenia mahagoni) – endemisch in der Karibik und Süd-Florida
- Dominican butterfly bush (Buddleja domingensis) (syn. Buddleja calcicola), endemisch auf der Hispaniola

## Geschichte
Der Park der internationalen IUCN-Kategorie II wurde zusammen mit dem Parque Nacional José del Carmen Ramírez im Februar 1957 etabliert. Der langjährige Diktator der Dominikanischen Republik Rafael Leónidas Trujillo Molina wies den Parque Nacional Armando Bermúdez aus, um die Quellen der Flüsse Río Yaque del Norte und Río Yuna zu schützen. Benannt ist der Park nach dem Geschäftsmann José Armando Bermúdez Rochet (1871–1941). Als Ehrerweisung für den Gründer der J. Armando Bermúdez & Co., C. por A. benannte Trujillo den Park nach ihm.

## Bevölkerung im Park

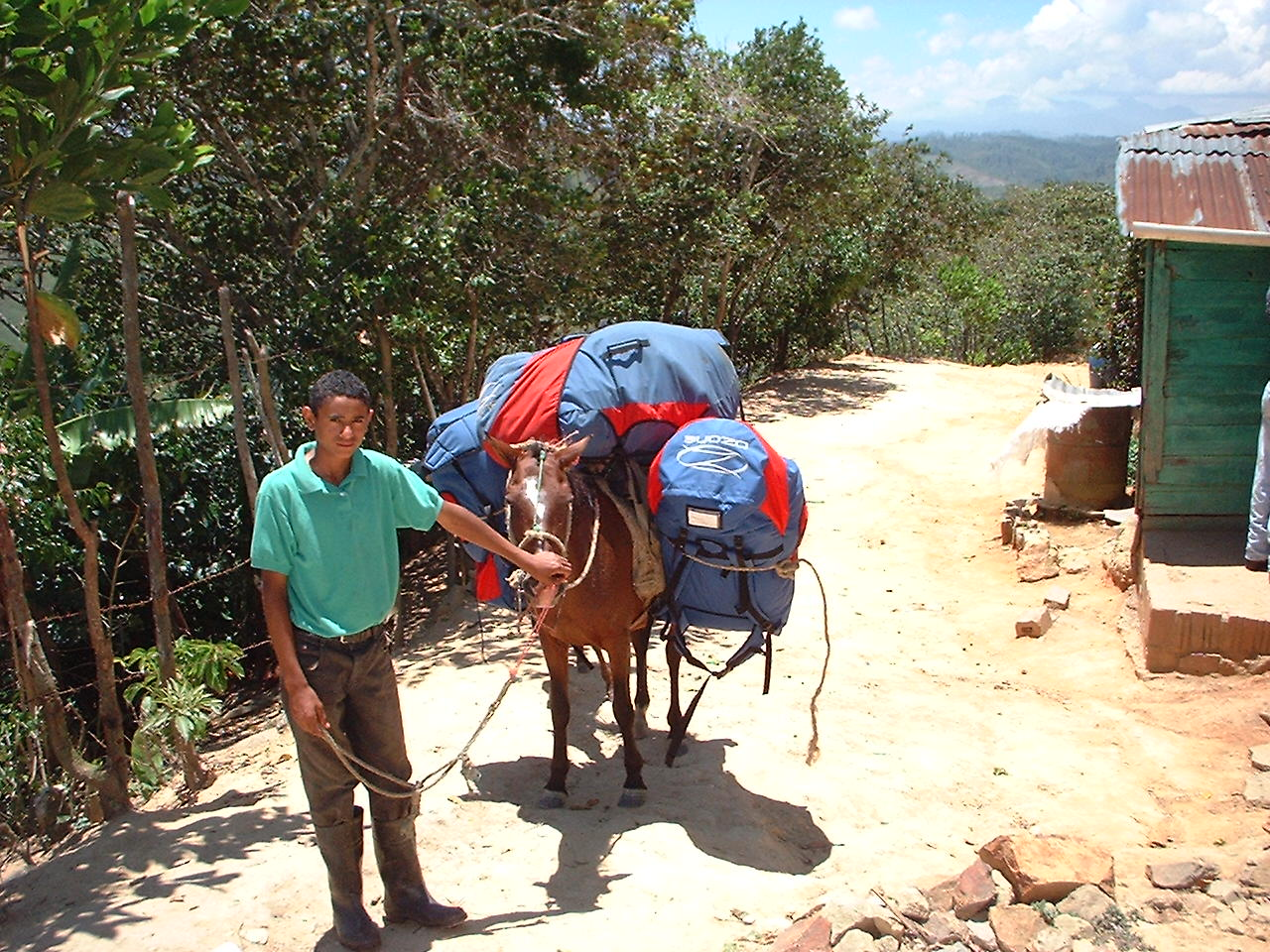
Transport der Ausrüstung für Paragliding im Park (2001)

Die im Park lebende Bevölkerung respektiert weitestgehend den Park und seine Bedeutung im Management der knappen Wasserressourcen. Konflikte gibt es beim Management der Ufervegetation und der lokalen Fischerei. Ökotourismus, besonders Wandertourismus ist im Park sehr beliebt und wird als Einnahmequelle für die ortsansässige Bevölkerung genutzt.